# Maria Sara Popa
Maria Sara Popa (* 29. Juli 2005 in Bukarest) ist eine rumänische Tennisspielerin.

## Karriere
Popa begann mit vier Jahren das Tennisspielen und bevorzugt Hartplätze. Sie gewann bisher zwei Einzeltitel auf der ITF Women’s World Tennis Tour.
2023 gelang ihr im August der erste Titel in einem ITF W15. Daraufhin erhielt sie eine Wildcard für die Qualifikation zum Hauptfeld des Dameneinzels der Țiriac Foundation Trophy, ihrem ersten Turnier der WTA Challenger Series. Sie qualifizierte sich für das Hauptfeld und erreichte mit einem Sieg über Irina Fetecău das Achtelfinale, wo sie Sara Errani in zwei Sätzen unterlag.

## Turniersiege

### Einzel
| Nr. | Datum           | Turnier      | Kategorie | Belag | Finalgegnerin        | Ergebnis      |
| --- | --------------- | ------------ | --------- | ----- | -------------------- | ------------- |
| 1.  | 26. August 2023 | Brașov       | ITF W15   | Sand  | Selma Ștefania Cadâr | 5:7, 6:2, 7:5 |
| 2.  | 21. Januar 2024 | Buenos Aires | ITF W35   | Sand  | Ylena In-Albon       | 6:2, 6:0      |